# Neopanorpa lichuanensis
Neopanorpa lichuanensis är en näbbsländeart som beskrevs av Cheng 1957. Neopanorpa lichuanensis ingår i släktet Neopanorpa och familjen skorpionsländor. Inga underarter finns listade i Catalogue of Life.